# Občina Ilirska Bistrica
Občina Ilirska Bistrica (slovinsky Občina Ilirska Bistrica, německy Gemeinde Illyrisch Feistritz) je jednou z 212 občin ve Slovinsku. Nachází se v Přímořsko-vnitrokraňském regionu na území historických zemí Kraňsko a Přímoří. Občinu tvoří 64 sídel, její rozloha je 480,0 km² a k 1. lednu 2017 zde žilo 13 482 obyvatel. Správním střediskem občiny je město Ilirska Bistrica.

## Člěnění občiny
Občina se dělí na sídla:
- Bač
- Brce
- Čelje
- Dobropolje
- Dolenje pri Jelšanah
- Dolnja Bitnja
- Dolnji Zemon
- Fabci
- Gabrk
- Gornja Bitnja
- Gornji Zemon
- Harije
- Hrušica
- Huje
- Ilirska Bistrica
- Jablanica
- Janeževo Brdo
- Jasen
- Jelšane
- Kilovče
- Knežak
- Koritnice
- Koseze
- Kuteževo
- Mala Bukovica
- Male Loče
- Mereče
- Nova vas pri Jelšanah
- Novokračine
- Ostrožno Brdo
- Pavlica
- Podbeže
- Podgrad
- Podgraje
- Podstenje
- Podstenjšek
- Podtabor
- Pregarje
- Prelože
- Prem
- Račice
- Ratečevo Brdo
- Rečica
- Rjavče
- Sabonje
- Smrje
- Snežnik
- Soze
- Starod
- Studena gora
- Sušak
- Šembije
- Tominje
- Topolc
- Trpčane
- Velika Bukovica
- Veliko Brdo
- Vrbica
- Vrbovo
- Zabiče
- Zajelšje
- Zalči
- Zarečica
- Zarečje